# Ksenija Balta
Pour les articles homonymes, voir Balta.
Ksenija Balta, née le 1er novembre 1986 à Minsk en Biélorussie, est une athlète estonienne spécialiste des épreuves combinées et du saut en longueur, championne d'Europe en salle à Turin en 2009.
Elle est l'actuelle détentrice de 7 records d'Estonie : le 100 m (11 s 35), le 200 m (23 s 05), le saut en longueur en plein air (6,87 m) et en salle (6,87 m), ainsi que du 60 m (7 s 29), du 60 m haies (8 s 16) et du relais 4 x 100 m (44 s 71).

## Biographie
Née en Biélorussie, alors en URSS, sa famille se base en Estonie lors de la dissolution. Elle se met alors à l'athlétisme au club de Tallinn (Tallinna SS Kalev).

### Débuts
En 2005, encore âgée de 18 ans, Ksenija Balta participe à son premier championnat international à l'occasion des championnats d'Europe en salle de Madrid chez les séniors : elle termine à la 14e place du pentathlon avec 3 711 points, à presque 300 unités de son record établit fin janvier à Tallinn (4 105 pts). L'été suivant, elle décroche la médaille de bronze de l'heptathlon des championnats d'Europe juniors avec 5 747 points, record personnel, derrière la Britannique Jessica Ennis-Hill (5 891 pts) et l'Allemande Julia Mächtig (5 830 pts). Un mois plus tard, elle améliore son record à 5 794 points.
En 2006, elle termine 3e de la Coupe d'Europe d'épreuves combinées à Arles et porte sa meilleure performance personnelle à 6 180 points. Néanmoins, elle se concentre uniquement au 100 m et au saut en longueur lors des championnats d'Europe de Göteborg : elle ne passe ni le cap des séries sur 100 m (11 s 47), ni au saut en longueur (6,03 m). Pourtant, la semaine suivante, elle réalise 6,80 m à Tallinn, mesure qui lui aurait donné la médaille de bronze à l'Euro.
Blessée durant la saison 2007, elle revient lors de la saison hivernale 2008 où elle améliore son record personnel en salle de la longueur avec 6,60 m et au 60 m en 7 s 39. Sélectionnée pour ses premiers Jeux olympiques à Pékin, elle échoue à la 26e place en qualifications avec 6,38 m. Le 13 septembre, à Stuttgart, elle termine 2e de la finale mondiale de l'athlétisme avec un saut à 6,65 m, derrière la Portugaise Naide Gomes (6,71 m), sa meilleure performance de la saison.

### Championne d'Europe en salle (2009)
En 2009, Ksenija Balta connaît la consécration. Lors des championnats d'Europe en salle de Turin, elle améliore le record d'Estonie du saut en longueur dès les qualifications avec un saut à 6,75 m, tandis que sa compatriote Sirkka-Liisa Kivine améliore son record également avec 6,66 m. En finale, Balta réalise 6,73 m à son premier et deuxième essai, avant de prendre la tête du concours lors du 4e saut avec 6,87 m, record national et meilleure performance mondiale de l'année. Elle saute ensuite 6,79 m mais personne n'a été en mesure de faire mieux que ses 6,87 m, et Balta, à 22 ans, remporte son premier titre européen.
Lors de la saison estivale, elle se rapproche de son record en plein air à l'occasion du meeting de Londres où elle saute 6,79 m (+ 0,6 m/s). Qualifiée pour la finale des championnats du monde de Berlin, elle termine à la 8e avec 6,62 m, pour sa première finale planétaire.

#### Déception à Barcelone (2010)
Le 20 janvier 2010, à Tallinn, elle établit par deux fois le nouveau record d'Estonie du 60 m haies, réalisant 8 s 19 en séries puis 8 s 16 en finale. Elle améliore les 8 s 20 de Mirjam Liimask, datant de 2005. En mars, à l'occasion des championnats du monde en salle à Doha, Ksenija Balta échoue au pied du podium avec 6,63 m, battu dans le même centimètre par la Brésilienne Keila Costa, qui bénéficie d'un second meilleur saut (6,63 m contre 6,61 pour Balta). 
Fin juillet, l'Estonienne championne d'Europe en salle participe cette fois aux championnats d'Europe de Barcelone dans le but d'acquérir le titre en plein air, et s'alignant également sur 200 m. Mais ces championnats ne joueront pas en sa faveur : avec un saut à 6,53 m en qualifications, elle n'accède pas à la finale de la longueur, ne se classant que 16e. Lors des séries du 200 m, elle est disqualifiée pour faux-départ. Une semaine après les championnats (par coïncidence, comme en 2006), elle porte son record de la longueur à 6,87 m, égalant sa performance en salle.
En 2011, elle doit faire face à un œdème osseux dans le genou, qui l'oblige à se rééduquer et à se faire opérer en février 2012 en Finlande. Elle reprend les compétitions de sprint en 2013, mais ne fait des entraînements de longueur qu'en 2014. En 2015, elle reprend pour la première fois les compétitions de longueur en sautant 6,51 m à Tartu.

### Première finale olympique (2016)
Après plusieurs années ponctuées par des blessures, réalisant souvent des saisons incomplètes, Balta revient finalement à son niveau lors de la saison hivernale 2016, juste à temps pour les Jeux olympiques, dont elle réalise les minima dès sa première sortie, avec 6,70 m. Le 17 février, lors de l'XL Galan de Stockholm, elle s'impose à l'issue de la compétition avec sa meilleure performance de la saison à 6,76 m, également son meilleur saut depuis 2010, et décroche sa qualification pour les championnats du monde en salle de Portland. Dix jours plus tard, aux championnats d'Estonie à Tallinn, elle améliore son propre record d'Estonie du 60 m en 7 s 29. En mars, elle se rend aux mondiaux indoor et termine à la 7e place avec une marque de 6,60 m. 
Durant la saison estivale, son niveau s'élève au fil des compétitions. Début juillet, elle atteint sa première finale de championnats d'Europe en plein air, à Amsterdam, mais échoue au pied du podium avec une marque de 6,65 m, sa meilleure performance de la saison, battue au bénéfice d'un second meilleur saut par l'Allemande Malaika Mihambo (6,63 m contre 6,61 m). L'or revient à la Serbe Ivana Španović (6,94 m) devant la Britannique Jazmin Sawyers (6,86 m). En août, Ksenija Balta atteint la finale des Jeux olympiques de Rio grâce à un saut à 6,71 m. Elle prend la 6e de la finale avec 6,79 m, son meilleur saut depuis 2010, performance qui est son meilleur classement lors d'une compétition mondiale ou olympique (en plein air). Le 27 août, elle prend la 3e place du Meeting de Paris avec 6,75 m puis se classe 6e du classement général de la Ligue de diamant.
Le 18 février 2017, elle remporte un nouveau titre de Championne d'Estonie sur 60 m en 7 s 33, sa meilleure performance de la saison. bien qu'elle n'ait pas encore effectué de compétitions cet hiver en raison de pépins physiques au genou, Balta annonce qu'elle sera présente aux championnats d'Europe en salle de Belgrade sur son épreuve, le saut en longueur. Lors de l'Euro en salle, elle saute 6,79 m et se classe 5e de la finale, remportée par Ivana Španović (7,24 m).
Diminuée physiquement par ce problème de genou, Balta se préserve lors de la saison estivale pour les championnats du monde de Londres, dont elle a réalisé les minima lors de l'Euro en salle. Aux mondiaux de Londres, elle ne passe pas le cap des qualifications, terminant à la 25e avec 6,15 m. Le 27 août, elle saute 6,58 m, sa meilleure performance de la saison, lors de l'ISTAF Berlin.
En 2018, elle prend part à la saison hivernale en courant un 60 m à Tartu dans le temps de 6 s 38. Le 18 février, elle saute 6,63 m à Tallinn. Elle confirme par ailleurs sa participation aux championnats du monde en salle de Birmingham.

## Vie privée
Son coach Andrei Nazarov est également son compagnon.

## Palmarès
| Date | Compétition                        | Lieu                               | Résultat | Épreuve    | Marque    |
| ---- | ---------------------------------- | ---------------------------------- | -------- | ---------- | --------- |
| 2005 | Championnats d'Europe en salle     | Madrid                             | 14e      | Pentathlon | 3 711 pts |
| 2005 | Championnats d'Europe juniors      | Kaunas                             | 3e       | Heptathlon | 5 747 pts |
| 2006 | Coupe d'Europe                     | Arles                              | 3e       | Heptathlon | 6 180 pts |
| 2008 | Finale mondiale                    | Stuttgart                          | 2e       | Longueur   | 6,65 m    |
| 2009 | Championnats d'Europe en salle     | Turin                              | 1re      | Longueur   | 6,87 m    |
| 2009 | Championnats du monde              | Berlin                             | 8e       | Longueur   | 6,62 m    |
| 2009 | Finale mondiale                    | Thessalonique                      | 4e       | Longueur   | 6,58 m    |
| 2010 | Championnats du monde en salle     | Doha                               | 4e       | Longueur   | 6,63 m    |
| 2014 | Championnats d'Europe par équipes  | Tallinn                            | 2e       | 100 m      | 11 s 47   |
| 2014 | Championnats d'Europe par équipes  | Tallinn                            | 3e       | 200 m      | 23 s 55   |
| 2014 | Championnats d'Europe par équipes  | Tallinn                            | 3e       | 4 × 100 m  | 44 s 75   |
| 2015 | Championnats d'Europe par équipes  | Heraklion                          | 3e       | Longueur   | 6,40 m    |
| 2015 | Championnats d'Europe par équipes  | Heraklion                          | 10e      | 4 x 100 m  | 46 s 32   |
| 2016 | Circuit mondial en salle de l'IAAF | Circuit mondial en salle de l'IAAF | 3e       | Longueur   | détails   |
| 2016 | Championnats du monde en salle     | Portland                           | 7e       | Longueur   | 6,60 m    |
| 2016 | Championnats d'Europe              | Amsterdam                          | 4e       | Longueur   | 6,65 m    |
| 2016 | Jeux olympiques                    | Rio de Janeiro                     | 6e       | Longueur   | 6,79 m    |
| 2016 | Ligue de diamant                   | Ligue de diamant                   | 6e       | Longueur   | détails   |
| 2017 | Championnats d'Europe en salle     | Belgrade                           | 5e       | Longueur   | 6,79 m    |
| 2018 | Championnats du monde en salle     | Birmingham                         | 8e       | Longueur   | 6,57 m    |
| 2018 | Championnats d'Europe              | Berlin                             | 6e       | Longueur   | 6,49 m    |
| 2019 | Championnats d'Europe par équipes  | Varazdin                           | 1re      | Longueur   | 6,52 m    |
| 2019 | Championnats d'Europe par équipes  | Varazdin                           | 2e       | 4 x 100 m  | 44 s 71   |

## Records

### Records personnels
| Épreuve           | Performance   | Lieu    | Date             |
| ----------------- | ------------- | ------- | ---------------- |
| 100 mètres haies  | 11 s 35 (NR)  | Tartu   | 15 juin 2014     |
| 100 mètres haies  | 13 s 89       | Rakvere | 27 août 2005     |
| Saut en hauteur   | 1,74 m        | Arles   | 1er juillet 2006 |
| Lancer du poids   | 11,55 m       | Arles   | 1er juillet 2006 |
| 200 mètres        | 23 s 05 (NR)  | Arles   | 1er juillet 2006 |
| Saut en longueur  | 6,87 m (NR)   | Tallinn | 8 août 2010      |
| Lancer du javelot | 37,60 m       | Kaunas  | 24 juillet 2005  |
| 800 mètres        | 2 min 09 s 80 | Kaunas  | 24 juillet 2005  |
| Heptathlon        | 6 180 pts     | Arles   | 2 juillet 2006   |

| Épreuve          | Performance   | Lieu    | Date            |
| ---------------- | ------------- | ------- | --------------- |
| 60 mètres        | 7 s 29 (NR)   | Tallinn | 27 février 2016 |
| 60 mètres haies  | 8 s 16 (NR)   | Tallinn | 20 janvier 2010 |
| Saut en hauteur  | 1,64 m        | Tallinn | 7 janvier 2005  |
| Lancer du poids  | 13,24 m       | Tallinn | 21 janvier 2015 |
| Saut en longueur | 6,87 m (NR)   | Turin   | 7 mars 2009     |
| 800 mètres       | 2 min 13 s 93 | Tallinn | 7 janvier 2005  |
| Pentathlon       | 4 105 pts     | Tallinn | 7 janvier 2005  |

### Meilleures performances par année
| Année | Marque | Date                           | Lieu            | Rang |
| ----- | ------ | ------------------------------ | --------------- | ---- |
| 2005  | 6,32 m | 16 août 2005                   | Tallinn         | 159  |
| 2006  | 6,80 m | 15 août 2006                   | Tallinn         | 14   |
| 2007  | —      | —                              | —               | —    |
| 2008  | 6,65 m | 15 juin 2008 13 septembre 2008 | Valga Stuttgart | 47   |
| 2009  | 6,79 m | 25 juillet 2009                | Londres         | 16   |
| 2010  | 6,87 m | 8 août 2010                    | Tallinn         | 12   |
| 2011  | —      | —                              | —               | —    |
| 2012  | —      | —                              | —               | —    |
| 2013  | —      | —                              | —               | —    |
| 2014  | —      | —                              | —               | —    |
| 2015  | 6,66 m | 9 août 2015                    | Tallinn         | 48   |
| 2016  | 6,79 m | 17 août 2016                   | Rio de Janeiro  | 18   |
| 2017  | 6,58 m | 27 août 2017                   | Berlin          | 58   |
| 2018  | 6,63 m | 9 août 2018                    | Berlin          | 49   |

| Année | Marque | Date             | Lieu      | Rang |
| ----- | ------ | ---------------- | --------- | ---- |
| 2005  | 6,46 m | 20 février 2005  | Tallinn   | 36   |
| 2006  | —      | —                | —         | —    |
| 2007  | 6,55 m | 23 janvier 2008  | Tallinn   | 23   |
| 2008  | 6,60 m | 10 février 2008  | Tartu     | 19   |
| 2009  | 6,87 m | 7 mars 2009      | Turin     | 1    |
| 2010  | 6,63 m | 14 mars 2010     | Doha      | 20   |
| 2011  | 6,73 m | 19 février 2011  | Tallinn   | 9    |
| 2012  | —      | —                | —         | —    |
| 2013  | —      | —                | —         | —    |
| 2014  | —      | —                | —         | —    |
| 2015  | —      | —                | —         | —    |
| 2016  | 6,76 m | 17 février 2016  | Stockholm | 10   |
| 2017  | 6,79 m | 5 mars 2017      | Belgrade  | 6    |
| 2018  | 6,63 m | 18 février 2018  | Tallinn   | 13   |
| 2019  | 6,56 m | 1er février 2019 | Berlin    |      |